# Parafia Świętych Niewiast Niosących Wonności w Czarnej Białostockiej
Parafia Świętych Niewiast Niosących Wonności – parafia prawosławna w Czarnej Białostockiej, w dekanacie Białystok należącym do diecezji białostocko-gdańskiej.
Na terenie parafii funkcjonuje 1 cerkiew:
- cerkiew Świętych Niewiast Niosących Wonności w Czarnej Białostockiej – parafialna

## Historia
W latach 70. XX w. nastąpił znaczny rozwój Czarnej Białostockiej, spowodowany m.in. rozbudową Fabryki Maszyn Rolniczych. Do miasta przybywała ludność z różnych stron Białostocczyzny, wśród której było wielu wyznawców prawosławia. W związku z tym zaszła potrzeba utworzenia nowej parafii prawosławnej (dotychczas miejscowość należała do parafii Świętych Apostołów Piotra i Pawła w Wasilkowie).
Parafię w Czarnej Białostockiej erygowano 9 maja 1985 pod wezwaniem Świętych Niewiast Niosących Wonności. Jednocześnie w dzielnicy Buksztel, przy ulicy Białostockiej rozpoczęto budowę okazałej, murowanej cerkwi parafialnej. Świątynia została oddana do użytku w 1996 i konsekrowana 28 lipca tegoż roku. W bezpośrednim sąsiedztwie cerkwi założono w 1990 parafialny cmentarz.
Parafia swoim zasięgiem obejmuje, oprócz Czarnej Białostockiej, również kilka okolicznych wsi.

## Wykaz proboszczów
- 1991–1995 – ks. Anatol Fiedoruk
- 1995–2009 – ks. Marek Wawreniuk
- od 2009–2023 – ks. Sławomir Tomaszuk
- 2023 – ks. Łukasz Lewczuk